# Mads Døhr Thychosen
Mads Døhr Thychosen (født 27. juni 1997) er en dansk professionel fodboldspiller, der fra efteråret 2023 spiller som forsvar for den svenske klub AIK Fotboll. Han har tidliger spillet for bl.a. FC Midtjylland.
Han er søn af den tidligere superliga- og Vejle Boldklub-spiller Lars Døhr, der spillede 185 kampe for den østjyske klub samt den tidligere landsholdsspiller og Odense BK Annette Thychosen (en).

## Klubkarriere
Den engelske fodboldklub Arsenal FC har flere gange vist interesse for Mads Døhr Thychosen. Han har været med klubben til en ungdomsturnering i Italien i april 2013 og var i oktober 2013 på en uges træningsophold i London.
Mads Døhr Thychosen fik debut på Vejle Boldklubs førstehold d. 6 oktober 2013 i 1. divisionskampen på Vejle Stadion mod Hvidovre IF. Han blev derved den yngste debutant i Vejle Boldklub i nyere tid og slog den tidligere rekordholder Mads Beierholm af pinden. Mads Døhr Thychosen var på kampdagen 16 år, 3 måneder og 9 dage.

### FC Midtjylland
Den 24. august 2014 skiftede Thychosen til FC Midtjyllands U/19-hold på en treårig kontrakt.
Han fik sin officielle debut som 18-årig den 28. oktober 2015 i en Superligakamp mod Brøndby IF. Han startede på bænken, men erstattede Marco Larsen i det 82. minut i en kamp, som FC Midtjylland tabte 1-2. I september 2016 skrev han under på en ny femårig kontakt.
Den 11. juli 2017 blev det offentliggjort, at FC Midtjylland havde udlejet Thychosen til AC Horsens på en lejeaftale gældende for resten af 2017. På sit halve år i AC Horsens nåede han at spille 17 kampe, hvorefter han vendte tilbage til FC Midtjylland.

### FC Nordsjælland
Den 8. august 2019 blev det offentliggjort, at Thychosen skiftede til FC Nordsjælland. Han skrev under på en fireårig kontrakt.

## Landsholdskarriere
Han har spillet adskillige kampe på de danske ungdomslandshold.